# Tratado de Falaise

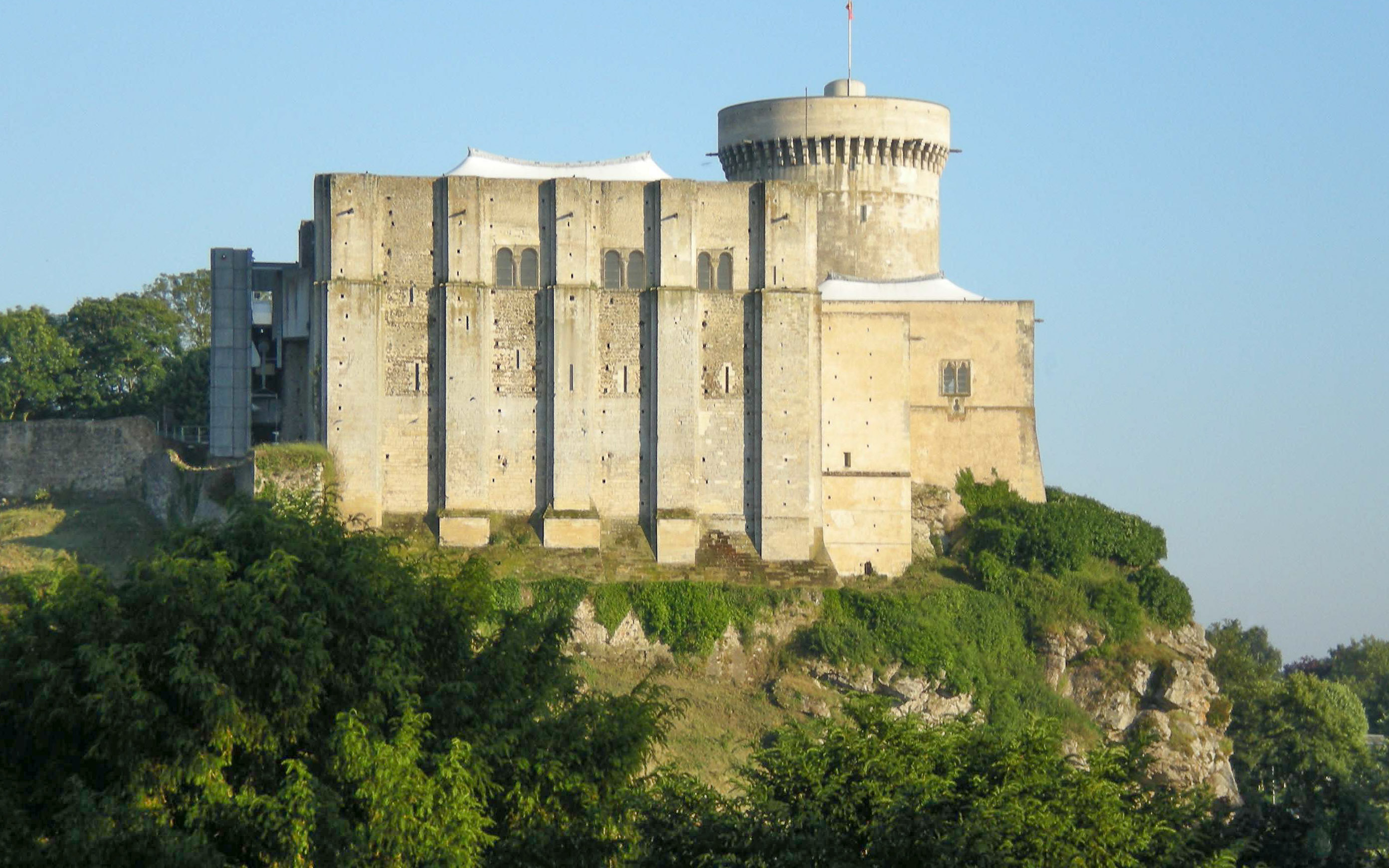
Castelo de Falaise.

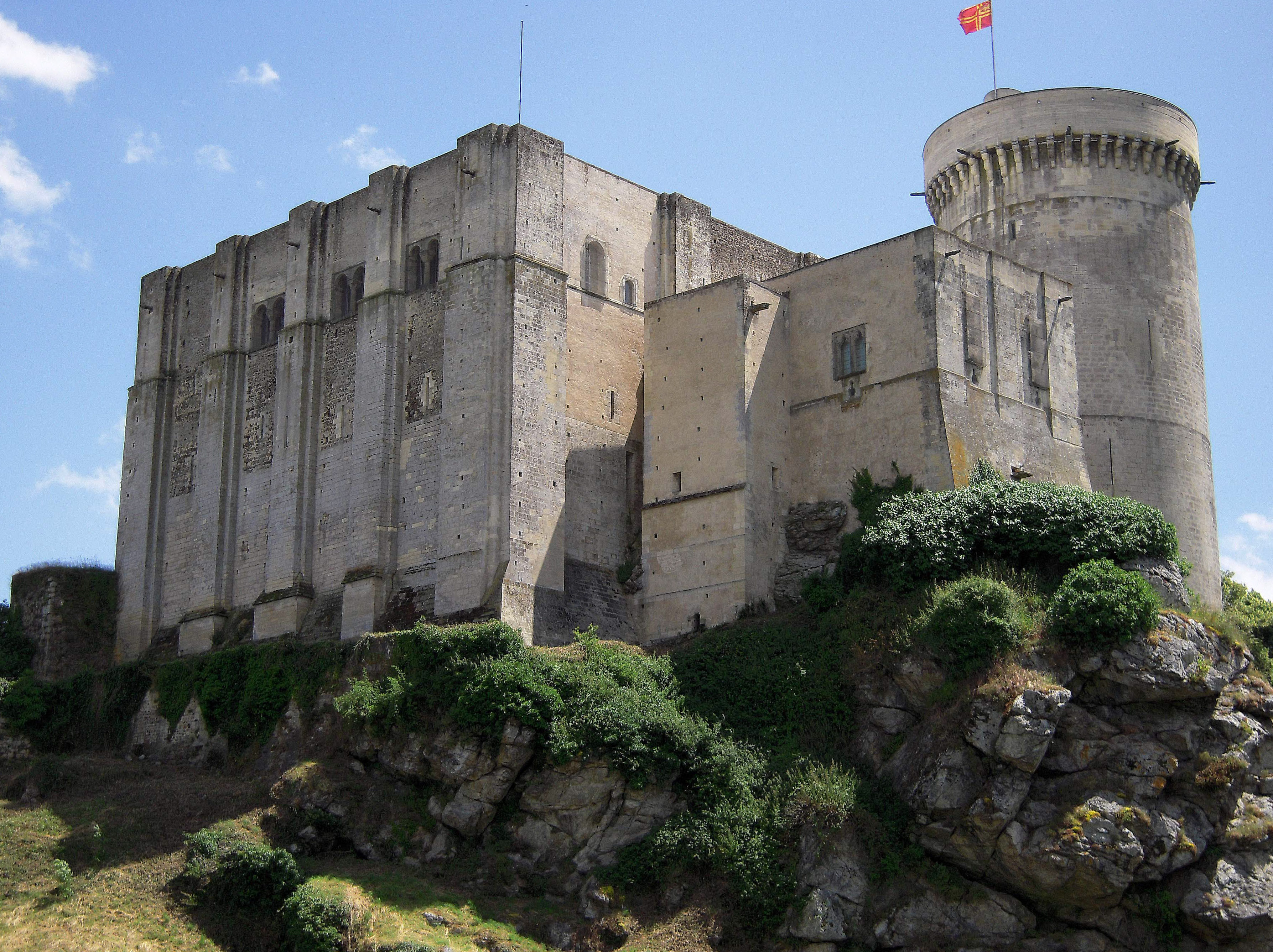
Castelo de Falaise.

O tratado de Falaise marca o fim da independência da Escócia, no papel, durante algum período. O rei da Escócia Guilherme o Leão, então prisioneiro de Henrique II na fortaleza de Falaise, assina o tratado a 8 de dezembro de 1174, onde reconhece ser um vassalo do rei de Inglaterra.

## Contexto
Guilherme I, de cognome "Leão" a título póstumo, subiu ao trono da Escócia em 1165, com 22 anos de idade. O seu vizinho Henrique II, rei de Inglaterra desde 1154, é então o soberano mais poderoso da Europa.
Juntando-se à revolta de Henrique o Jovem contra o rei de Inglaterra, Guilherme invade o condado de Northumberland em 1174. As suas tropas são derrotadas em Alnwick e ele próprio é feito prisioneiro. Henrique II envia-o para a Normandia onde ficará cativo por 4 meses na fortaleza de Falaise (local de nascimento de Guilherme I de Inglaterra).
E é ali que é assinado o tratado, onde Guilherme reconhece não apenas ser um vassalo do rei de Inglaterra, como também reconhece a autoridade e a supremacia do arcebispo de York sobre o clero da Escócia.

## Substituição do tratado
Em 1189, tendo Ricardo I de Inglaterra necessidade de fundos para o financiamento da sua cruzada, vende a Escócia a Guilherme. O tratado de Falaise é substituído pelo de Cantuária, e uma dispensa pontifical anula os efeitos da assinatura de Falaise.